# Славе Боцев
Славе Златков Боцев е български революционер, деец на Вътрешната македоно-одринска революционна организация.

## Биография
Славе Боцев е роден в 1882 година в кривопаланечкото село Търново, тогава в Османската империя. Влиза във ВМОРО и в 1903 година постъпва в Паланечката чета. Работи и като куриер като пренася революционната поща от Свободна България за Македония и обратно. В 1905 година влиза в четата на Йордан Спасов. В 1907 година е в четата на Петър Ангелов. Участва в битката при Киселица в същата година, в която оцеляват само той и още един четник. След това се оттегля в Свободна България и се установява в Кюстендил.
Умира след 1950 година.